# Eduard Julius Hugo Witte
Eduard Julius Hugo Witte (* 1810; † 24. Januar 1887) war ein deutscher Salinenbesitzer, königlich Hannoverscher Offizier und Burghauptmann auf Schloss Marienburg.

## Leben

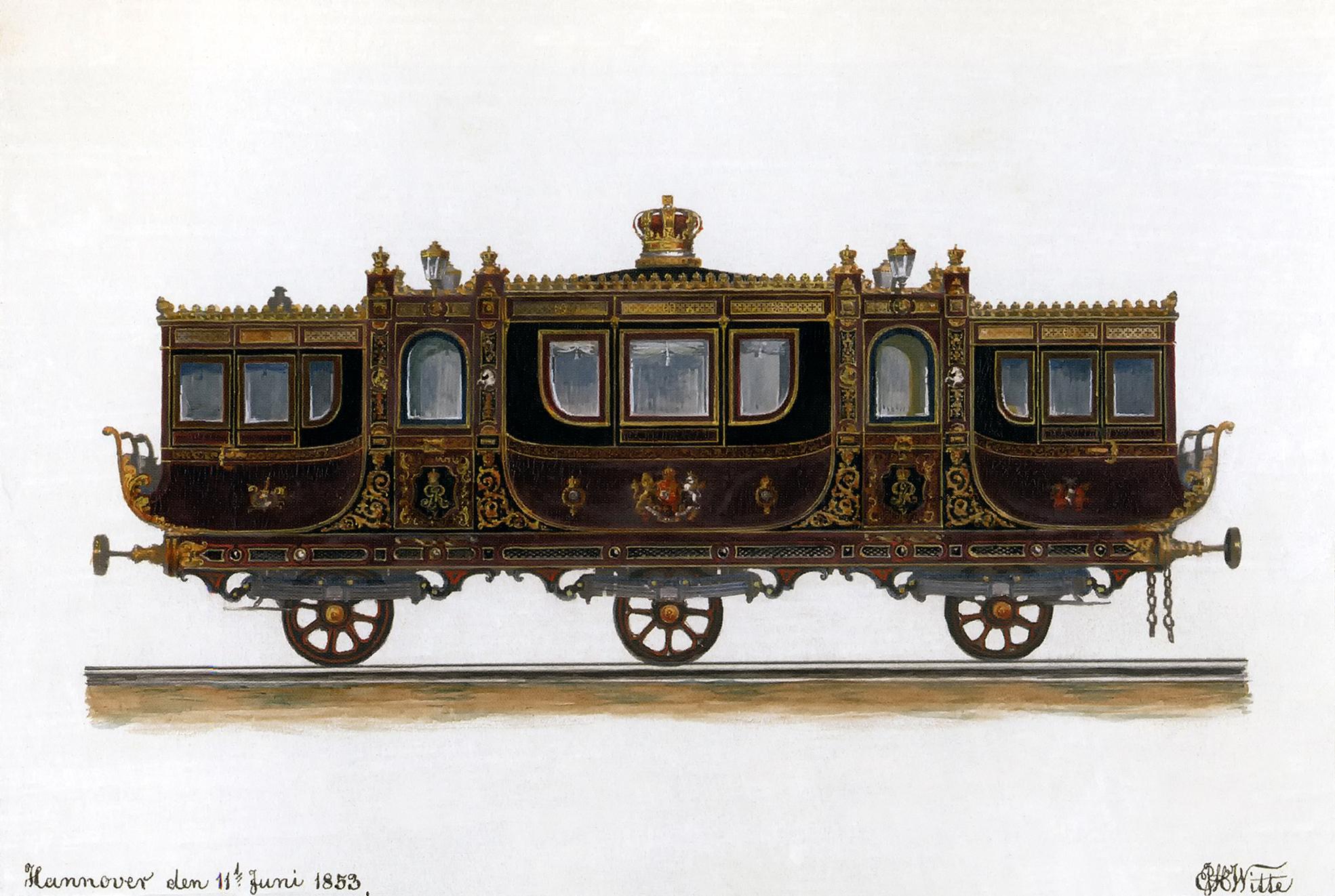
Von Witte handschriftlich datiertes und signiertes Aquarell: „Hannover den 11. Juni 1853“; Eisenbahnsalonwagen für König Georg V. von Hannover

Eduard Julius Hugo Witte wurde während der Personalunion zwischen Großbritannien und Hannover zur Zeit des Kurfürstentums Braunschweig-Lüneburg im Jahr 1810 geboren, inmitten der sogenannten „Franzosenzeit“.
Nach der Erhebung zum Königreich Hannover trat Witte in die Hannoversche Armee ein. 1853 entwarf er eigens für seinen Landesherrn, König Georg V. von Hannover, einen „Eisenbahnsalonwagen“.
Spätestens 1858 war „E. J. H. Witte“ Mitglied im Architekten- und Ingenieur-Verein für das Königreich Hannover und als „Major a. D. Vorstand des Wagenbaues der Eisenbahnverwaltung zu Hannover“. Er war jedoch vor 1860 im Rang eines Oberstleutnants außer Dienst. Um 1860 wurde er „zum Burghauptmann auf der königlichen Marienburg“ ernannt. Bald darauf tätigte der Generalsekretär des Finanzministeriums unter Eduard von Kielmannsegge, Theodor Wilhelm Brüel, zugleich Mitglied des Hannoverschen Staatsrates und der Kommission auf Schloss Marienburg, gravierende Aussagen gegen Witte: Witte, der als Revisor der Baukasse der Marienburg eingesetzt war, hatte über mehrere Jahre Baugelder unterschlagen und zugleich verschiedene Bauführer des Schlossbaues genötigt, „billigere Baumaterialien zu verwenden“, vor allem aber Gips anstelle des eigentlich vorgesehenen „echten“ Eisenholzes, wovon der Architekt Conrad Wilhelm Hase offenbar keine Kenntnis hatte.

## Archivalien
Archivalien von und über Eduard Julius Hugo Witte finden sich beispielsweise
- als Akte mit dem Titel Die Ernennung des Oberstleutnants a. D. Witte zum Burghauptmann auf der königlichen Marienburg im Niedersächsischen Landesarchiv (Standort Hannover) aus der Laufzeit bis 1860, Archivsignatur NLA HA Dep. 103 XXIII Nr. 257 (alte Signatur: Dep. 103 XXIII Lag. Nr. 17354)[2]